# Tour der schottischen Rugby-Union-Nationalmannschaft nach Nordamerika 2002
| Tour der Schotten nach Nordamerika 2002 | Tour der Schotten nach Nordamerika 2002 | Tour der Schotten nach Nordamerika 2002 | Tour der Schotten nach Nordamerika 2002 | Tour der Schotten nach Nordamerika 2002 |
| Übersicht                               | S                                       | G                                       | U                                       | N                                       |
| --------------------------------------- | --------------------------------------- | --------------------------------------- | --------------------------------------- | --------------------------------------- |
| Test Matches                            | 2                                       | 1                                       | 0                                       | 1                                       |
| Sonstige Spiele                         | 4                                       | 4                                       | 0                                       | 0                                       |
| Gesamt                                  | 6                                       | 5                                       | 0                                       | 1                                       |
|                                         |                                         |                                         |                                         |                                         |
| Kanada                                  | 1                                       | 0                                       | 0                                       | 1                                       |
| Vereinigte Staaten                      | 1                                       | 1                                       | 0                                       | 0                                       |

Die Tour der schottischen Rugby-Union-Nationalmannschaft nach Nordamerika 2002 umfasste eine Reihe von Freundschaftsspielen der schottischen Rugby-Union-Nationalmannschaft. Sie reiste im Juni 2002 durch Kanada und die Vereinigten Staaten, wobei sie während dieser Zeit sechs Spiele bestritt. Darunter waren zwei Test Matches gegen die Nationalmannschaften dieser Länder. Hinzu kamen vier weitere Spiele gegen regionale Auswahlmannschaften. Mit Ausnahme der Begegnung mit Kanada gewannen die Schotten alle Spiele.

## Spielplan
- Hintergrundfarbe grün = Sieg
- Hintergrundfarbe rot = Niederlage

(Test Matches sind grau unterlegt; Ergebnisse aus der Sicht Schottlands)
| # | Datum         | Gegner             | Ort           | Stadion                       | Ergebnis |
| - | ------------- | ------------------ | ------------- | ----------------------------- | -------- |
| 1 | 06. Juni 2002 | Canada East        | Kingston      | Richardson Memorial Stadium   | 38:8     |
| 2 | 08. Juni 2002 | Canada XV          | Markham       | Fletcher’s Fields             | 33:8     |
| 3 | 12. Juni 2000 | Canada West        | Victoria      | Centennial Stadium            | 24:9     |
| 3 | 15. Juni 2002 | Kanada             | Vancouver     | Thunderbird Stadium           | 23:26    |
| 5 | 18. Juni 2002 | United States A    | Portland      | Tualatin Hills Sports Complex | 24:8     |
| 6 | 22. Juni 2002 | Vereinigte Staaten | San Francisco | Boxer Stadium                 | 65:23    |

## Test Matches
| 15. Juni 2002 | Kanada                                                                | 26 : 23         | Schottland                                                               | Thunderbird Stadium, Vancouver Zuschauer: 5274 Schiedsrichter: David McHugh (Irland) |
| 15. Juni 2002 | Versuche: Murphy Thiel Erhöhungen: Barker (2) Straftritte: Barker (4) | (13:15) Bericht | Versuche: Blair Paterson Taylor Erhöhungen: Laney Straftritte: Laney (2) | Thunderbird Stadium, Vancouver Zuschauer: 5274 Schiedsrichter: David McHugh (Irland) |

Aufstellungen:
- Kanada: Fred Asselin, Ryan Banks, Jared Barker, Dan Baugh, John Cannon, Al Charron , Pat Dunkley, Sean Fauth, Mike James, Phil Murphy, Rod Snow, Winston Stanley, Jon Thiel, Morgan Williams, Nik Witkowski 
 Auswechselspieler: Ed Knaggs, Kyle Nichols, Colin Yukes, Kevin Wirachowski
- Schottland: Mike Blair, Gordon Bulloch, Andy Craig, Stuart Grimes , Nathan Hines, Duncan Hodge, Rory Kerr, Brendan Laney, Glenn Metcalfe, Chris Paterson, Jon Petrie, Craig Smith, Matthew Stewart, Simon Taylor, Jason White 
 Auswechselspieler: Steve Brotherstone, Ben Hinshelwood, Allan Jacobsen, Donnie Macfadyen

| 22. Juni 2002 | Vereinigte Staaten                                                       | 23 : 65         | Schottland | Boxer Stadium, San Francisco Zuschauer: 2400 Schiedsrichter: Pablo de Luca (Argentinien) |
| 22. Juni 2002 | Versuche: Keyer Timoteo Erhöhungen: Wilfley (2) Straftritte: Wilfley (3) | (13:29) Bericht | Versuche: Craig Henderson Hines Hodge (2) Kerr Laney Paterson (2) White Erhöhungen: Laney (6) Straftritte: Laney | Boxer Stadium, San Francisco Zuschauer: 2400 Schiedsrichter: Pablo de Luca (Argentinien) |

Aufstellungen:
- USA: John Buchholz, Kevin Dalzell, Dan Dorsey, Phillip Eloff, Luke Gross, Mike Hercus, Dave Hodges , Jason Keyter, Kirk Khasigian, Mike MacDonald, Eric Reed, Aaron Satchwell, Kort Schubert, Mose Timoteo, Link Wilfley 
 Auswechselspieler: Dan Anderson, Conrad Hodgson, Kimball Kjar, Andy McGarry, Jone Naqica, John Tarpoff
- Schottland: Mike Blair, Gordon Bulloch, Andy Craig, Stuart Grimes , Nathan Hines, Duncan Hodge, Allan Jacobsen, Rory Kerr, Brendan Laney, Donnie Macfadyen, Glenn Metcalfe, Chris Paterson, Matthew Stewart, Simon Taylor, Jason White 
 Auswechselspieler: Graeme Burns, Marcus di Rollo, Andy Hall, Andrew Henderson, Steve Scott, Craig Smith